# Olga Feliú
Olga Feliú Segovia (Santiago, 20 de agosto de 1932-Santiago, 25 de junio de 2017) fue una abogada y académica chilena. Fue senadora designada entre 1990 y 1998.

## Biografía
Hija de Miguel Ángel Feliú y María Segovia. Cursó sus estudios básicos y medios en el Colegio Santa Elena de Santiago. Posteriormente, ingresó en la Facultad de Derecho de la Universidad de Chile, titulándose de abogada en 1963 con su tesis Los efectos del matrimonio y de su nulidad en el Derecho Administrativo.
Casada con Waldo Ortúzar Latapiat, abogado constitucionalista y Fiscal Nacional Económico entre 1963 y 1990, con quien tuvo cuatro hijos y de quien enviudó en agosto de 2001.
Murió el 25 de junio de 2017 producto de una isquemia.

## Carrera profesional y pública

### Trabajo en la Contraloría y académica (1954-1990)
En 1954, siendo estudiante de Derecho, ingresó en la Contraloría General de la República, como Oficial Administrativo; en 1963, ya egresada, fue designada abogado de la misma entidad; en 1967 fue nombrada subjefe del subdepartamento de Coordinación e Información Jurídica. En 1974, asumió como jefe del Departamento de Toma de Razón y Registro de la Contraloría, por un período de seis años. Trabajó durante 26 años en la Contraloría, de donde se retiró en 1980.
Paralelamente, en 1968 se desempeñó como ayudante de cátedra de Derecho Penal en la Universidad de Chile. Ese mismo año asistió al encuentro chileno uruguayo sobre «Información Jurídica» realizado en Montevideo. En 1971, representando a la Contraloría, asistió a las Octavas Jornadas Franco-Latinoamericanas de Derecho Comparado, efectuadas en Argentina. También fue invitada por la Organización de las Naciones Unidas para familiarizarse con las diversas actividades jurídico-administrativas en Puerto Rico, Brasil y España.
Entre los años 1980 y 1990 ejerció libremente su profesión de abogada, en su estudio jurídico Ortúzar, Feliú & Sagües, que creó junto a su cónyuge y los abogados Julio Sagüés Herman y Juan Feliú Segovia. Participó en casos de importancia pública como el de Colonia Dignidad.

### Senadora designada (1990-1998)

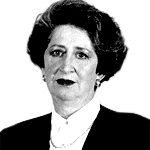
Fotografía oficial de Feliú como senadora.

En su calidad de exjefe de Departamento de la Contraloría, fue designada senadora, por el Tribunal Pleno de la Corte Suprema de Justicia, asumiendo el cargo a contar del 11 de marzo de 1990, y hasta 1998.
En su período senatorial participó como miembro de la Comisión Permanente de Educación, Ciencia y Tecnología; de la de Salud; de la de Economía y Comercio; de la de Régimen Interior; y de la Comisión Permanente Revisora de Cuentas. Paralelamente, se integró a la Comisión Bicameral encargada de la Modernización del Congreso y a la Comisión Especial Mixta de Presupuesto de la Nación.

### Después del Senado y últimos años (1998-2017)
Una vez terminada su labor parlamentaria, regresó a su trabajo de abogada, fundando la Consultora Feliú & Asociados Ltda., junto con Liliana Fernández Colom y Agustín Errázuriz Barros.
Pese a su pretendida independencia política, fue cercana al general Augusto Pinochet, como quedó demostrado en 1998 cuando aceptó su defensa en el marco de una acusación constitucional presentada por diputados de la Democracia Cristiana contra el exdictador, entonces senador vitalicio.
En 2011 asumió como presidenta del Colegio de Abogados de Chile, cargo que ejerció hasta 2015. Fue la primera mujer en ejercer la presidencia de esa organización. En 2014 fue convocada por la presidenta Michelle Bachelet para integrar el Consejo Asesor Presidencial contra los conflictos de interés, el tráfico de influencias y la corrupción.